# 鞍馬站
鞍馬站（日语：／ Kurama eki */?）是位於日本京都府京都市左京區，屬於叡山電鐵鞍馬線的鐵路車站。車站編號為E17。

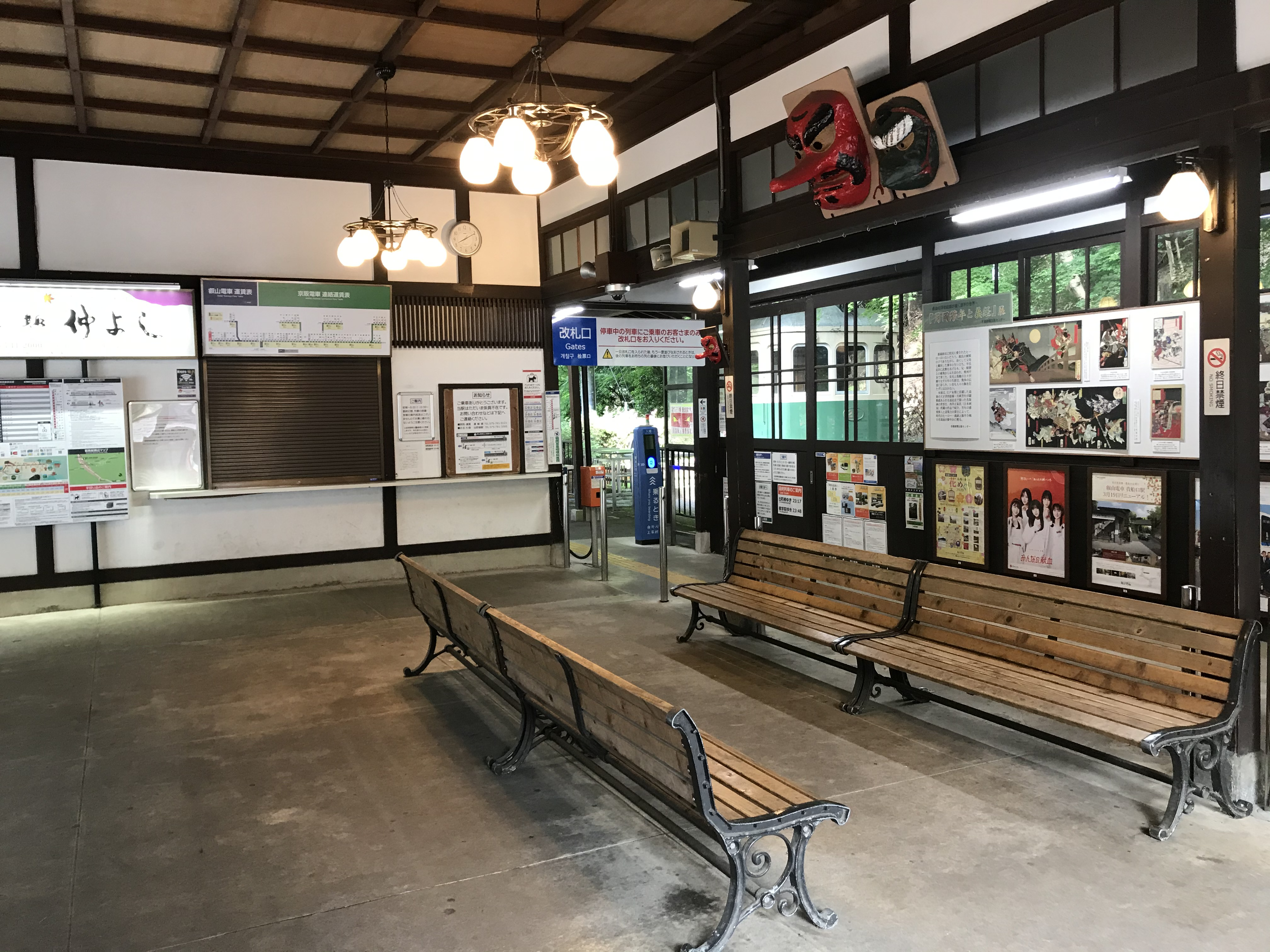
車站內部(2020年5月)

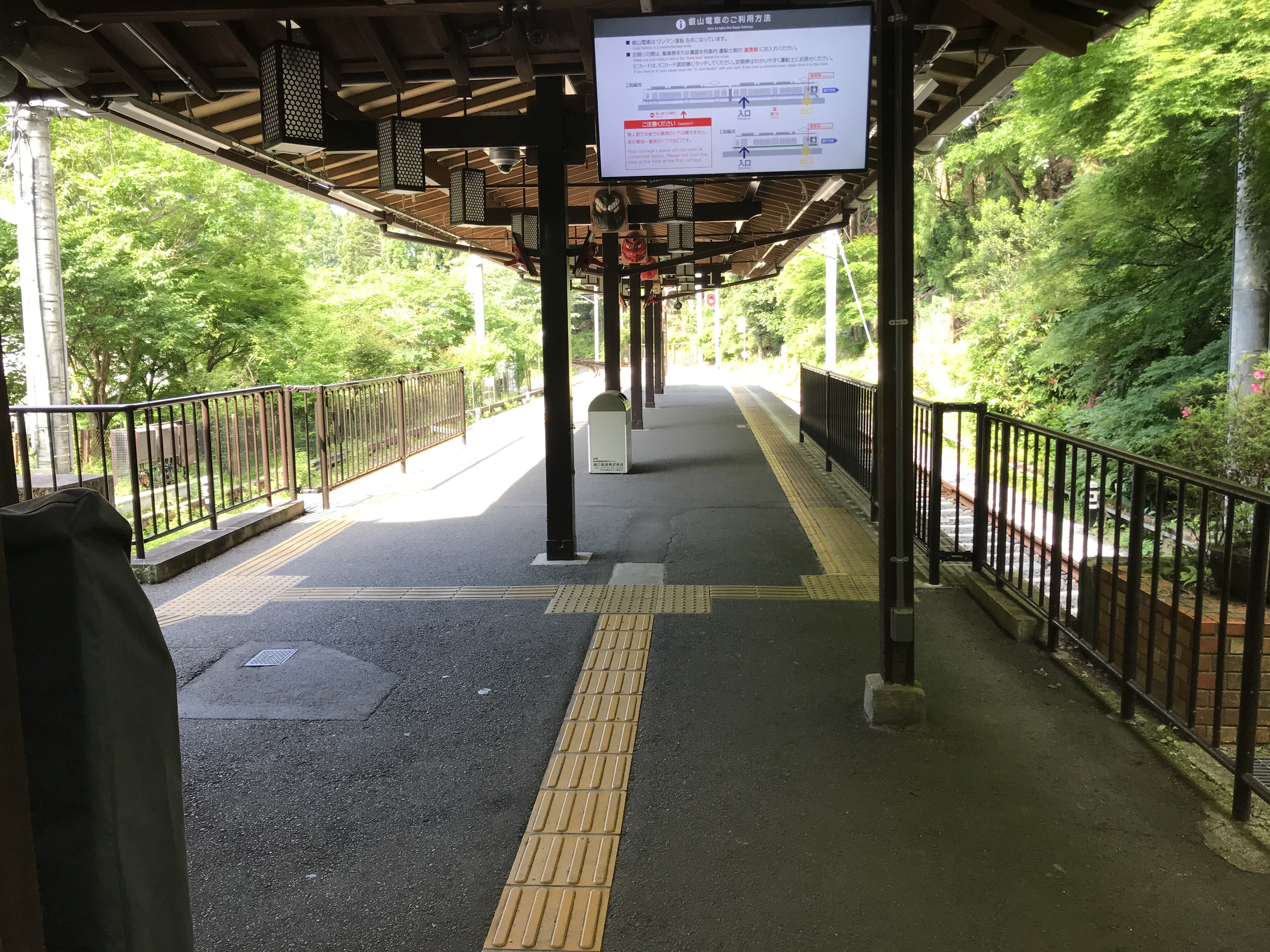
月台(2020年5月)

## 車站構造

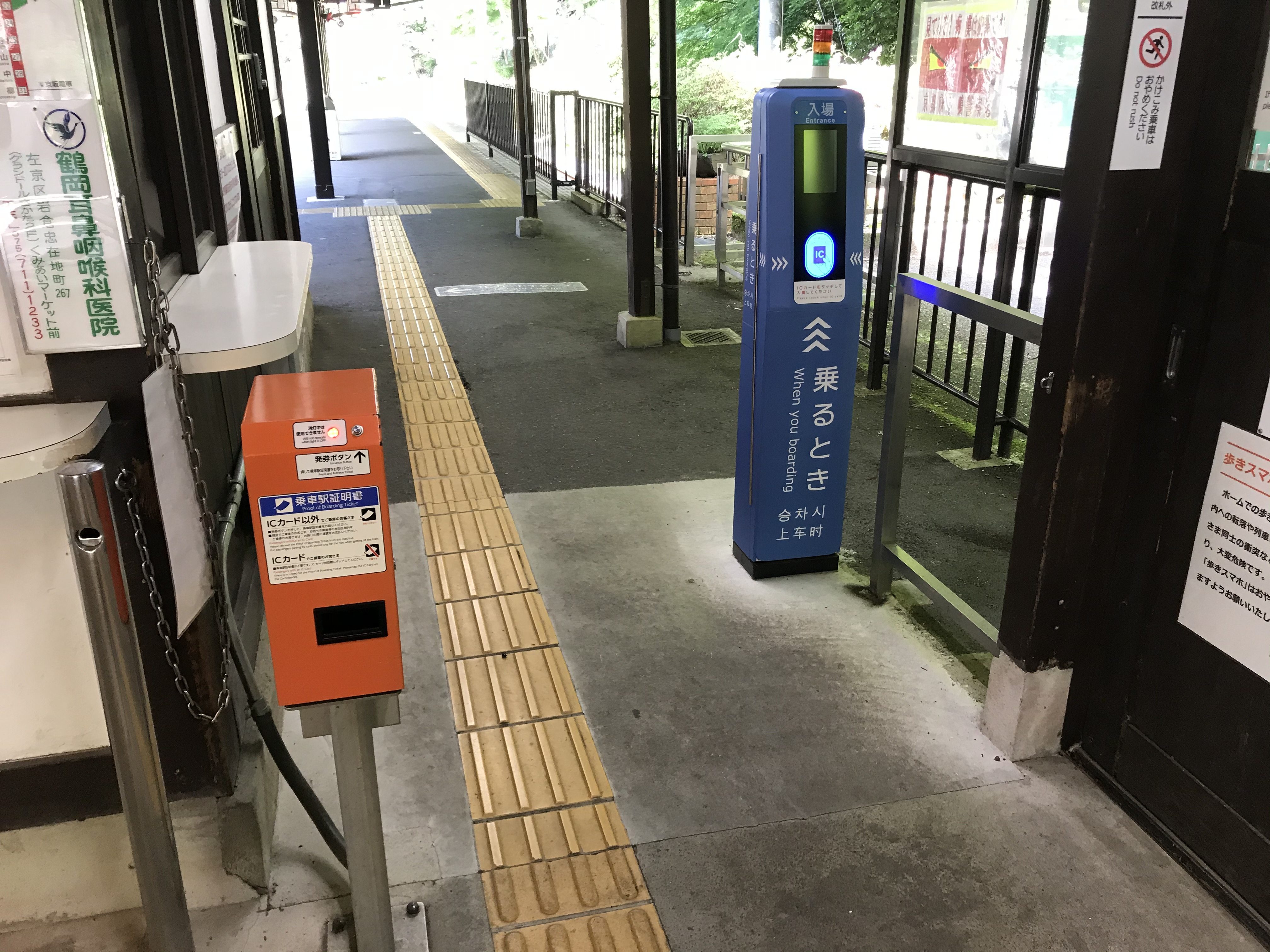
乘車用IC讀卡機(2020年5月)

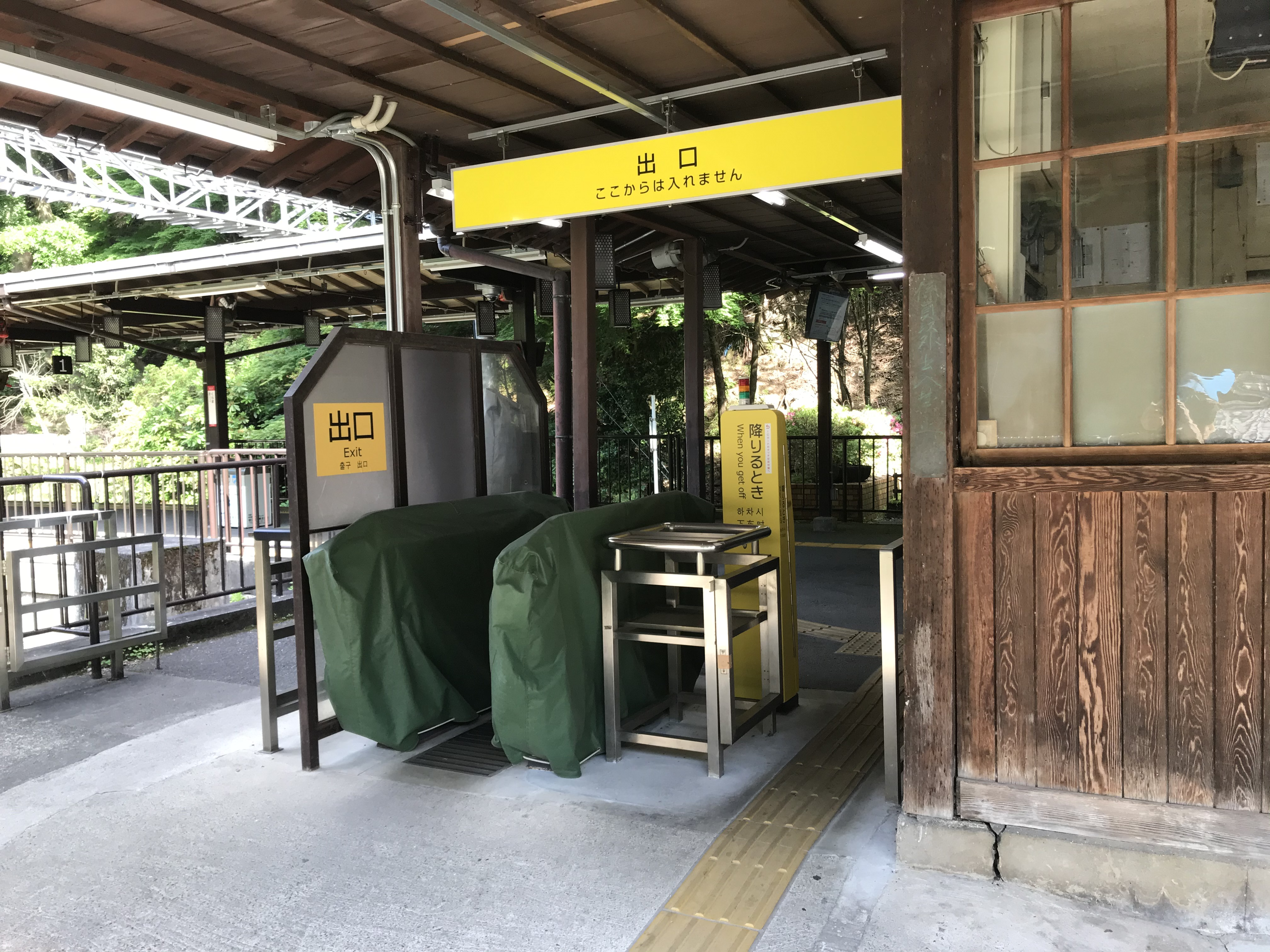
出站用驗票口(2020年5月)

本站為島式月台1面2線的地面車站。
| 月台 | 路線   | 目的地           |
| ---- | ------ | ---------------- |
| 1、2 | 鞍馬線 | 寶池、出町柳方向 |

## 相鄰車站
叡山電鐵
 鞍馬線
貴船口（E16）－鞍馬（E17）

## 外部連結
- 鞍馬站（叡山電鐵）
  - 車站資訊、車站構內圖 （页面存档备份，存于）